# Krzysztof Korwin Gosiewski
Krzysztof Korwin Gosiewski herbu Ślepowron (ur. ok. 1600, zm. 1642) – wojewoda smoleński od 1639, referendarz wielki litewski od 1638, pisarz wielki litewski od 1625, dyplomata, starosta wieliski, ambasador Rzeczypospolitej w Republice Zjednoczonych Prowincji w 1639 roku oraz w Królestwie Francji w 1640 roku. 
Był synem wojewody smoleńskiego Aleksandra i Ewy Pacówny.
Poseł na sejm konwokacyjny 1632 roku z powiatu smoleńskiego. Był elektorem Władysława IV Wazy z województwa smoleńskiego w 1632 roku. Poseł na sejm koronacyjny 1633 roku, sejm zwyczajny 1635 roku, sejm 1638 roku.
Wziął udział w uroczystym orszaku Jerzego Ossolińskiego, w czasie jego poselstwa w Rzymie w 1633. W 1638 król Władysław IV Waza powierzył mu misję dyplomatyczną do Francji. Jego zadaniem miało być uwolnienie internowanego przez Francuzów Jana Kazimierza. 2 lutego 1640 uroczyście wjechał do Paryża. Po kilkutygodniowych pertraktacjach udało mu się uzyskać zwolnienie królewicza w zamian za deklarację, że Rzeczpospolita nie będzie się wiązać z państwami pozostającymi w stanie wojny z Francją. 30 marca wraz z Janem Kazimierzem opuścił stolicę państwa Burbonów. Po powrocie do Rzeczypospolitej otrzymał od sekretarza królewskiego Jana Kunowskiego dedykowaną mu książkę upamiętniającą losy swego ojca Aleksandra Korwina Gosiewskiego.
W 1641 roku wyznaczony został senatorem rezydentem. Zmarł w ostatnich dniach 1642 r. i został pochowany w kościele Wszystkich Świętych w Wilnie. 